# James Sharp
Pour les articles homonymes, voir Sharp.
James Sharp (1613–1679) est un prélat écossais.

## Biographie
Né dans le Banffshire, il étudie à l'université d'Aberdeen et devient régent de l'université de St Andrews.
Après l'exécution de Charles Ier d'Angleterre, il prend de la tête du parti des Resolutioners, la faction modérée des Covenantaires. Il est capturé en 1651 par les forces de Cromwell, et emprisonné jusqu'en 1652.
Envoyé en 1657 à Londres pour y défendre les intérêts des Resolutioners, il soutient la restauration de la monarchie, mais aussi la restauration de l'épiscopat en Écosse, contre les thèses presbytériennes qu'il avait pourtant défendues.
Après la restauration de Charles II, il retourne à Saint Andrews dont il est nommé l'année suivante évêque et primat d'Écosse (1661). Devant la résistance presbytérienne, il réprime les thèses covenantaires et applique en 1669 l'Acte de suprématie qui donne au roi autorité complète sur l'Église.
Il échappe à une première tentative d'assassinat en 1668, mais succombe à un groupe de Covenantaires le 3 mai 1679, à Magus Muir, entre Saint Andrews et Pitscottie.